# Basket Cavezzo 2006-2007
Questa voce raccoglie le informazioni riguardanti il Basket Cavezzo nelle competizioni ufficiali della stagione 2006-2007.

## Stagione
Nella stagione 2006-2007 l'Acetum Cavezzo ha disputato per la terza volta la Serie A1.

## Verdetti stagionali
- Serie A1: (30 partite)

stagione regolare: 16º posto su 16 squadre (2-28).

## Rosa
|    | Naz.                 | Ruolo | Sportivo           | Anno | Alt. |  |  |
| -- | -------------------- | ----- | ------------------ | ---- | ---- |  |  |
| 4  | Italia (bandiera)    | P     | Giorgia Balboni    | 1990 | 170  |  |  |
| 5  | Italia (bandiera)    | A     | Eleonora Costi     | 1983 | 180  |  |  |
| 6  | Italia (bandiera)    | A     | Maria Giulia Forni | 1985 | 181  |  |  |
| 7  | Italia (bandiera)    | PG    | Valeria Zanoli     | 1984 | 170  |  |  |
| 8  | Italia (bandiera)    | A     | Masa Goldoni       | 1975 | 181  |  |  |
| 10 | Italia (bandiera)    | G     | Erika Aleotti      | 1980 | 172  |  |  |
| 11 | Italia (bandiera)    | P     | Giulia Monica      | 1987 | 169  |  |  |
| 12 | Italia (bandiera)    | A     | Ambra Lugli        | 1988 | 181  |  |  |
| 13 | Italia (bandiera)    | P     | Chiara Catellani   | 1989 | 172  |  |  |
| 14 | Italia (bandiera)    | A     | Elena Annovi       | 1987 | 174  |  |  |
| 15 | Italia (bandiera)    | P     | Silvia Franciosi   | 1980 | 172  |  |  |
| 16 | Italia (bandiera)    | G     | Sara Acciuffi      | 1987 | 170  |  |  |
| 17 | Italia (bandiera)    | A     | Cecilia Malavasi   | 1984 | 180  |  |  |
| 18 | Serbia (bandiera)    | A     | Milica Beljanski   | 1983 | 185  |  |  |
| 19 | Italia (bandiera)    | G     | Francesca Cantore  | 1990 | 171  |  |  |
| 20 | Rep. Ceca (bandiera) | C     | Martina Rejchová   | 1983 | 196  |  |  |

## Statistiche

### Statistiche di squadra
| Competizione | Punti | In casa | In casa | In casa | In casa | In casa | In trasferta | In trasferta | In trasferta | In trasferta | In trasferta | Totale | Totale | Totale | Totale | Totale | Totale |
| Competizione | Punti | G       | V       | P       | Ptf     | Pts     | G            | V            | P            | Ptf          | Pts          | G      | V      | P      | Ptf    | Pts    | Diff.  |
| ------------ | ----- | ------- | ------- | ------- | ------- | ------- | ------------ | ------------ | ------------ | ------------ | ------------ | ------ | ------ | ------ | ------ | ------ | ------ |
| Serie A1     | 4     | 15      | 1       | 14      | 881     | 1099    | 15           | 1            | 14           | 822          | 1207         | 30     | 2      | 28     | 1703   | 2306   | -603   |

### Statistiche delle giocatrici
| Giocatrice         | Partite | Partite | Min. | Pun | Tiri da 2 | Tiri da 2 | Tiri da 2 | Tiri da 3 | Tiri da 3 | Tiri da 3 | Tiri Liberi | Tiri Liberi | Tiri Liberi | Rimbalzi | Rimbalzi | Rimbalzi | Palle | Palle | Stopp. | Stopp. | Ass | Falli | Falli | Val. |
| Giocatrice         | Pr      | PG      | Min. | Pun | R         | T         | %         | R         | T         | %         | R           | T           | %           | D        | O        | T        | P     | R     | S      | D      | Ass | F     | S     | Val. |
| ------------------ | ------- | ------- | ---- | --- | --------- | --------- | --------- | --------- | --------- | --------- | ----------- | ----------- | ----------- | -------- | -------- | -------- | ----- | ----- | ------ | ------ | --- | ----- | ----- | ---- |
| Sara Acciuffi      | 7       | 1       | 1    | 0   |           |           |           | 0         | 1         | 0         |             |             |             |          |          |          |       |       |        |        |     |       |       | -1   |
| Erika Aleotti      | 30      | 30      | 750  | 194 | 58        | 103       | 56        | 19        | 83        | 23        | 21          | 27          | 78          | 31       | 17       | 48       | 68    | 34    | 4      | 2      | 13  | 45    | 28    | 87   |
| Elena Annovi       | 1       | 0       |      | 0   |           |           |           |           |           |           |             |             |             |          |          |          |       |       |        |        |     |       |       |      |
| Giorgia Balboni    | 2       | 1       | 1    | 0   |           |           |           |           |           |           |             |             |             |          |          |          |       |       |        |        |     |       | 2     | 2    |
| Milica Beljanski   | 30      | 30      | 905  | 439 | 127       | 292       | 43        | 18        | 66        | 27        | 131         | 188         | 70          | 103      | 30       | 133      | 97    | 51    | 11     | 3      | 43  | 92    | 176   | 375  |
| Francesca Cantore  | 1       | 1       | 1    | 0   |           |           |           |           |           |           |             |             |             |          |          |          |       |       |        |        |     |       |       |      |
| Chiara Catellani   | 2       | 1       | 1    | 0   |           |           |           |           |           |           |             |             |             |          |          |          |       |       |        |        |     |       |       |      |
| Eleonora Costi     | 28      | 28      | 895  | 212 | 41        | 81        | 51        | 37        | 118       | 31        | 19          | 24          | 79          | 94       | 19       | 113      | 99    | 51    | 5      | 2      | 12  | 97    | 49    | 112  |
| Maria Giulia Forni | 29      | 28      | 443  | 94  | 10        | 44        | 23        | 19        | 68        | 28        | 17          | 26          | 65          | 51       | 10       | 61       | 62    | 33    | 5      | 2      | 2   | 62    | 24    | -5   |
| Silvia Franciosi   | 29      | 27      | 514  | 101 | 28        | 66        | 42        | 12        | 36        | 33        | 9           | 17          | 53          | 33       | 9        | 42       | 61    | 15    | 2      |        | 15  | 22    | 21    | 39   |
| Masa Goldoni       | 28      | 27      | 443  | 92  | 10        | 29        | 34        | 23        | 74        | 31        | 3           | 5           | 60          | 26       | 15       | 41       | 31    | 18    |        | 2      | 7   | 54    | 13    | 16   |
| Cecilia Malavasi   | 29      | 26      | 202  | 28  | 7         | 20        | 35        | 2         | 8         | 25        | 8           | 11          | 73          | 24       | 4        | 28       | 10    | 7     | 2      |        | 1   | 25    | 12    | 17   |
| Giulia Monica      | 30      | 22      | 83   | 15  | 3         | 9         | 33        | 2         | 11        | 18        | 3           | 6           | 50          | 6        | 4        | 10       | 11    | 8     | 1      |        | 1   | 8     | 5     | 1    |
| Martina Rejchová   | 30      | 30      | 1010 | 296 | 115       | 208       | 55        | 1         | 10        | 10        | 63          | 79          | 80          | 187      | 72       | 259      | 82    | 25    | 5      | 10     | 7   | 90    | 79    | 381  |
| Valeria Zanoli     | 24      | 24      | 751  | 232 | 61        | 141       | 43        | 18        | 74        | 24        | 56          | 85          | 66          | 52       | 12       | 64       | 72    | 67    | 3      |        | 39  | 56    | 122   | 228  |